# 橢圓球場 (貝爾法斯特)

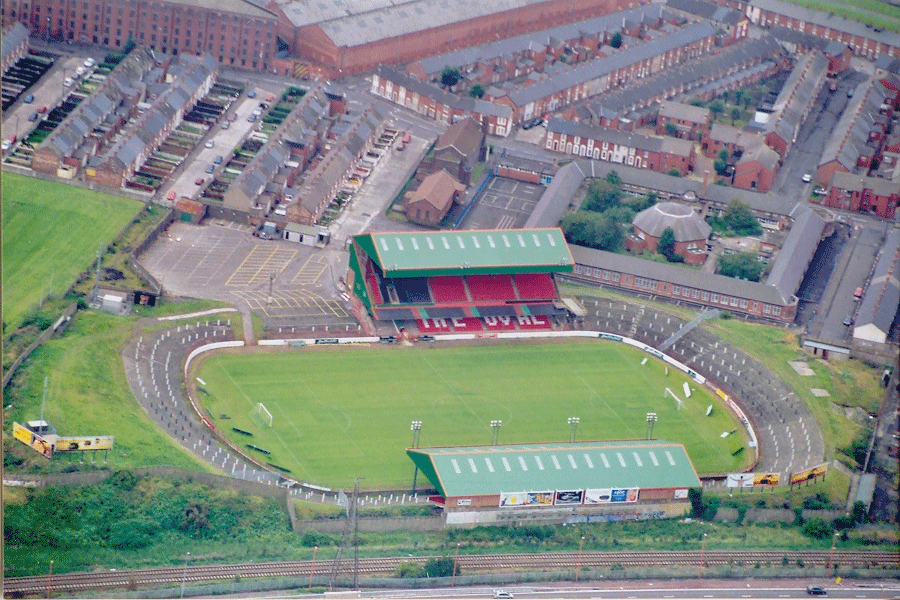
橢圓球場

橢圓球場 是一個位於北愛爾蘭貝爾法斯特的足球場。自1903年已是格伦杜兰足球俱乐部的主場球場，亦有時用於舉辦愛爾蘭盃決賽。